# (1902) Shaposhnikov
(1902) Shaposhnikov – planetoida należąca do zewnętrznej części pasa głównego asteroid okrążająca Słońce w ciągu 7 lat i 336 dni w średniej odległości 3,97 j.a. Została odkryta 18 kwietnia 1972 roku w Krymskim Obserwatorium Astrofizycznym w Naucznym na Półwyspie Krymskim przez Tamarę Smirnową. Nazwa planetoidy pochodzi od Wladimira Grigorjewicza Szaposznikowa, rosyjskiego astronoma. Przed nadaniem nazwy planetoida nosiła oznaczenie tymczasowe (1902) 1972 HU.